# Corentin Martins
Corentin Martins (Brest, 1969. július 11. –) francia válogatott labdarúgó, edző.
A francia válogatott tagjaként részt vett az 1996-os Európa-bajnokságon.

## Sikerei, díjai
Auxerre
- Francia bajnok (1): 1995–96
- Francia kupa (2): 1993–94, 1995–96

Strasbourg
- Francia kupa (1): 2000–01

Franciaország
- Kirin-kupa (1): 1994